# Andrea Sánchez
Andrea Sánchez Falcón (* 28. Februar 1997 in Arucas) ist eine spanische Fußballspielerin, die seit 2019 beim FC Barcelona  unter Vertrag steht.

## Karriere

### Verein
Sánchez stand ab der Saison 2012/13 im Kader der zweiten Mannschaft des FC Barcelona. In der Spielzeit 2013/14 kam sie zudem zu ersten Einsätzen für die erste Mannschaft Barcelonas in der Primera División sowie in der UEFA Women’s Champions League. Am Saisonende 2013/14 gewann Sánchez mit Barcelona das Double aus Meisterschaft und Pokal und rückte zur Folgesaison fest in die erste Mannschaft Barcelonas auf. Zur Saison 2016/17 wechselte sie zum Pokalsieger Atlético Madrid und 2019 zurück zum FC Barcelona, wo sie in der Saison 2020/21 die Champions League gewann. Beim 4:0-Finalerfolg über den FC Chelsea blieb sie jedoch ohne Einsatzzeit.

### Nationalmannschaft
Sánchez debütierte im April 2012 in der spanischen U-17-Nationalmannschaft und nahm mit dieser unter anderem an der U-17-Europameisterschaft 2014 teil, wo Spanien erst im Elfmeterschießen des Finales an Deutschland scheiterte. Sánchez war mit vier erzielten Treffern gemeinsam mit Jasmin Sehan erfolgreichste Torschützin des Turniers. Am 15. Juli 2014 absolvierte sie ihr erstes Pflichtspiel in der spanischen U-19-Nationalmannschaft im Rahmen der U-19-Europameisterschaft 2014 und erreichte dort abermals das Finale, welches mit 0:1 gegen die Niederlande verloren ging.
Mit der spanischen A-Nationalmannschaft nahm Sánchez siegreich am Algarve-Cup 2017 teil und kam im Turnierverlauf zu zwei Einsätzen.

## Erfolge
- 2013/14, 2014/15, 2019/20: Spanische Meisterschaft (FC Barcelona)
- 2013/14: Copa de la Reina (FC Barcelona)
- UEFA Women’s Champions League: 2020/21
- 2017